# Мощана
Мощана (укр. Мощана) — село в Рава-Русской городской общине Львовского района Львовской области Украины.
Население по переписи 2001 года составляло 120 человек. Занимает площадь 3,6 км². Почтовый индекс — 80318. Телефонный код — 3252.